# Gerrit Korteweg

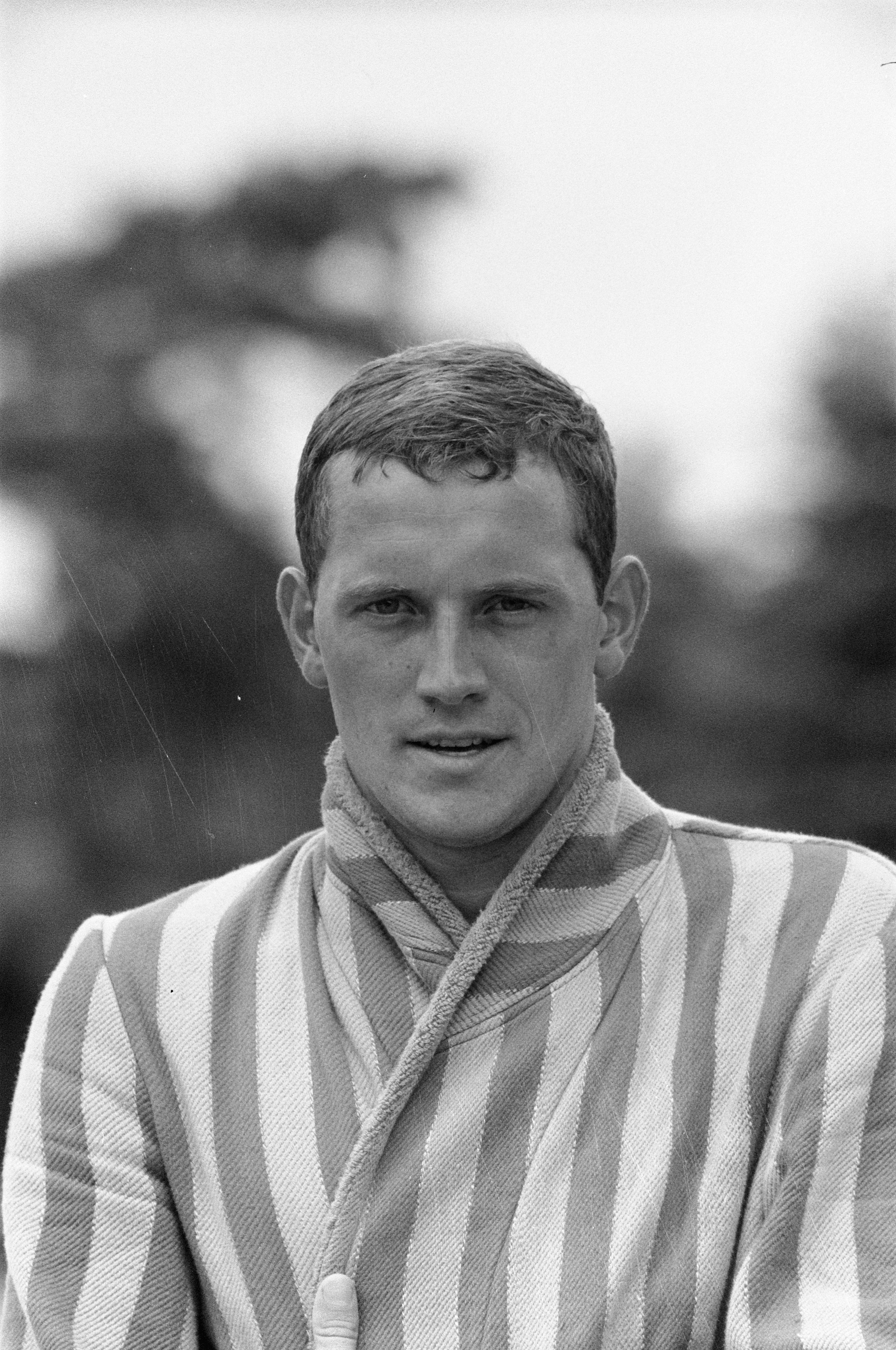
Korteweg tijdens de Olympische Spelen van 1960.

Gerrit Jacobus Korteweg (Malang (Indonesië), 17 augustus 1937 – Huizen, 3 juli 2022) was een topzwemmer op de vlinderslag, die namens Nederland eenmaal deelnam aan de Olympische Spelen: Rome 1960 en architect.
Bij dat toernooi maakte Korteweg, lid van zwemvereniging DZV uit Delft, deel uit van de estafetteploeg op de 4x100 meter wisselslag, die voor het eerst in de olympische geschiedenis van Nederland doordrong tot de eindstrijd. Daarin eindigde het kwartet uiteindelijk als achtste en laatste in een tijd van 4.18,2. Korteweg nam de vlinderslag voor zijn rekening, zijn collega's in die race waren Jan Jiskoot (rugslag), Wieger Mensonides (schoolslag) en Ron Kroon (vrije slag).
Kortewegs individuele start liep uit op een lichte deceptie; hij eindigde op de 200 meter vlinderslag als twintigste, in een tijd van 2.26,4.
Later studeerde Korteweg bouwkunde aan de Technische Universiteit Delft en vestigde zich vervolgens in Groningen, waar hij Architectenbureau Korteweg oprichtte.
- Virtual International Authority File: 4792156497250417740007
- WorldCat: E39PBJtMttB487DqM7jtMdxdQq